# Copa d'Europa de rugbi a 15
La Copa d'Europa de rugbi a 15, oficialment anomenada European Rugby Champions Cup (ERCC), és una de les dues competicions de rugbi europeus organitzades anualment per Clubs Europeus Professionals de Rugbi (EPRC) que juguen en les lligues de la nacions que participen en el torneig de les sis nacions. La denominació actual substitueix l'anterior de Heineken Cup (pel patrocini de l'empresa de cervesa Heineken) o H-Cup (a França per la prohibició de la publicitat de marques d'alcohol) vigent des de la seva creació l'any 1995 fins al 2014.
El torneig implica els equips regionals i provincials de sis països membres de la International Rugby Board (IRB), concretament aquells que participen des de l'any 2000 en el Torneig de les Sis Nacions: Anglaterra, França, Irlanda, Itàlia, Escòcia i Gal·les. A més d'aquests sis països, Romania va competir en el torneig inaugural, però la participació dels seus clubs no va tenir continuïtat. Els equips d'alt nivell dels països implicats en la ERCC que no es classifiquen passen a disputar la European Challenge Cup.
La Copa Heineken, antecessora de la ERCC, fou un dels trofeus esportius més prestigiosos i que va comptar amb el patrocini de la cervesera holandesa Heineken International des del seu llançament la temporada 1995-96. El torneig es va posar en marxa a l'estiu europeu de 1995 per iniciativa del llavors Comitè de les Cinc Nacions amb la idea d'ampliar el nivell de competició de clubs professionals a nivell transfronterer. Cada país europeu utilitza un sistema de classificació diferent, tot i que en total, 20 equips (24 equips en l'època de la Heineken Cup) disputen la fase de grups distribuïts en cinc grups de quatre equips.
Tolosa amb quatre títols és el club amb més victòries al seu poder, seguit per Leinster i RC Toulon amb tres títols (Aquest últim de forma consecutiva), mentre Münster, Leicester Tigers i London Wasps l'han guanyat dues vegades cada un. L'USAP de Perpinyà, l'únic club català que hi ha participat, fou subcampió la temporada 2002-03.

## Història

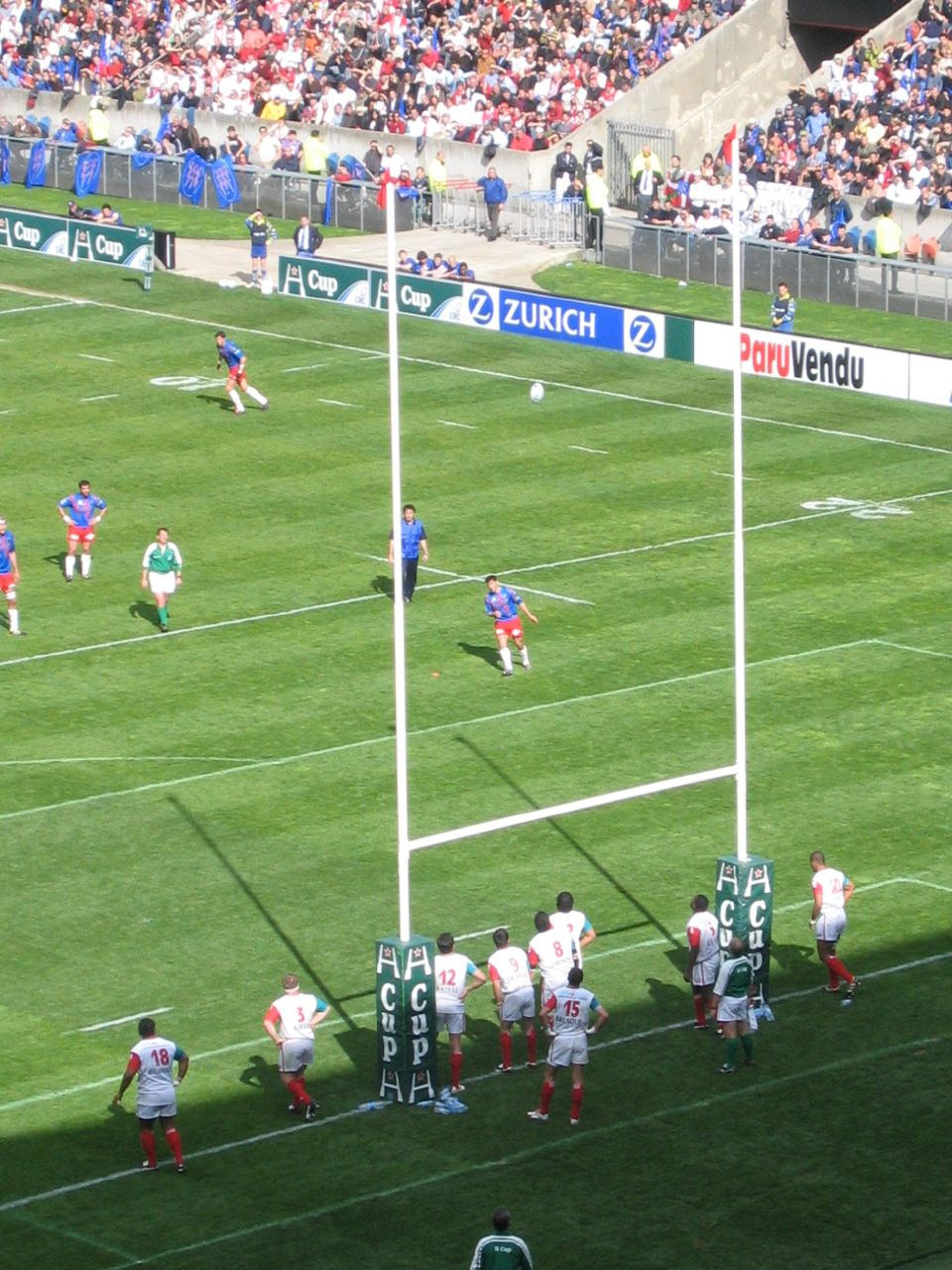
Stade Français - Biarritz a la semifinal de la Heineken Cup

La competició va ser creada el 1995 i reuneix clubs de França, Anglaterra, Escòcia, Irlanda, Gal·les i Itàlia, les nacions més potents del rugbi europeu, i és organitzada per l'European Rugby Cup (ERC).
Anteriorment a l'actual Copa d'Europa, l'Associació Europea de Rugbi (FIRA) ja organitzà als anys 60 una primera versió de la competició. La competició no comptà amb la participació dels clubs britànics i sí amb la de francesos, alemanys i romanesos.

## Format

### Classificació Directa
El format de la European Rugby Champions Cup difereix del format de 24 equips de l'antiga Heineken Cup. Les principals diferències són resultat d'una reducció en el nombre d'equips inscrits en la competició. Un total de 20 equips es classifiquen per a la competició, 19 dels quals ho fan automàticament en funció dels resultats a les seves respectives lligues :
Anglaterra : 6 equips, basats en la classificació de la  English Premiership
França: 6 equips, basats en la posició en el Top 14
Irlanda, Itàlia, Escòcia i Gal·les : 7 equips segons la classificació al Pro12 tenint en compte el criteri que el millor equip de cada país col·locat en el Pro12 es classifica directament per a la competició (4 places) i els tres llocs restants s'atorgaran als equips millor classificats al Pro12 no ho ha qualificat (3 places)

### Play-off
Hi ha un equip que al final de cada temporada qualifica a través d'un sistema de play - off entre els equips no qualificats amb millor. Tot i que tradicionalment, aquest play-off el jugaven els dos setens classificats de la lliga francesa i anglesa, a partir de la temporada 2015-16 s'hi veuran involucrats 3 equips, el primer no classificat del Pro12 i els setens de la Premiership i del Top14.

## Competició

### Fase de grups
Per a la fase de grups hi ha cinc grups de quatre equips. El sorteig de distribució dels equips en els diferents grups es fa a l'atzar entre quatre grups de nivell, distribuïts en funció de la seva classificació a la lliga. Només existeix la condició que no es poden trobar equips de la mateixa lliga o país, amb l'excepció del darrer grup nivell (On hi ha el 6è de la lliga francesa, anglesa i celta, el 7è de la lliga celta i el guanyador del play-off).
El sistema de joc és una lligueta a doble volta. La victòria es gratifica amb 4 punts, l'empat amb dos punts i la derrota amb zero punts. En el cas que un equip anoti 4 o més assaigs que el rival obtindrà un punt de “bonus ofesiu”, mentre que si perd el partit per 7 o menys punts obtindrà un punt de “bonus defensiu”. En acabar la lligueta els cinc guanyador de cada grup i els tres millors segons accedeixen a la fase de quarts de final.

### Fase final
La fase final la juguen els 5 campions i els 3 millors segons. Els quatre guanyadors de grup amb el millor rendiment juguen el partit de quarts com a locals contra un dels equips amb pitjor rendiment, de manera que el millor (1) s'emparella amb el pitjor (8) i així successivament (2v7,3v6, 4v5). Els guanyadors dels quarts de final avancen cap a les semifinals els aparellaments de les quals i el factor de jugar com a local es determina per sorteig. Els guanyadors de les semifinals disputaran la final, que se celebrarà a tot tardar el primer cap de setmana de maig de cada temporada.

## Historial
| Any     | Campió             | Marcador           | Finalista             | Seu                                  |
| ------- | ------------------ | ------------------ | --------------------- | ------------------------------------ |
| 1995-96 | Stade Toulousain   | 21 - 18 (pròrroga) | Cardiff RFC           | Cardiff Arms Park, Cardiff           |
| 1996-97 | CA Brive           | 28 - 9             | Leicester Tigers      | Cardiff Arms Park, Cardiff           |
| 1997-98 | Bath Rugby         | 19 - 18            | CA Brive              | Parc Lescure, Bordeus                |
| 1998-99 | Ulster Rugby       | 21 - 6             | US Colomiers          | Lansdowne Road, Dublín               |
| 1999-00 | Northampton Saints | 9 - 8              | Munster Rugby         | Twickenham Stadium, Londres          |
| 2000-01 | Leicester Tigers   | 34 - 30            | Stade Français Paris  | Parc des Princes, París              |
| 2001-02 | Leicester Tigers   | 15 - 9             | Munster Rugby         | Millennium Stadium, Cardiff          |
| 2002-03 | Stade Toulousain   | 22 - 17            | USAP Perpinyà         | Lansdowne Road, Dublín               |
| 2003-04 | London Wasps       | 27 - 20            | Stade Toulousain      | Twickenham Stadium, Londres          |
| 2004-05 | Stade Toulousain   | 18 - 12            | Stade Français Paris  | Murrayfield Stadium, Edimburg        |
| 2005-06 | Munster Rugby      | 23 - 19            | Biarritz Olympique    | Millennium Stadium, Cardiff          |
| 2006-07 | London Wasps       | 25 - 9             | Leicester Tigers      | Twickenham Stadium, Londres          |
| 2007-08 | Munster Rugby      | 16-13              | Stade Toulousain      | Millennium Stadium, Cardiff          |
| 2008-09 | Leinster Rugby     | 19 - 16            | Leicester Tigers      | Murrayfield Stadium, Edimburg        |
| 2009-10 | Stade Toulousain   | 21 - 19            | Biarritz Olympique    | Stade de France, París               |
| 2010-11 | Leinster Rugby     | 33 - 22            | Northampton Saints    | Lansdowne Road, Dublín               |
| 2011-12 | Leinster Rugby     | 42 - 14            | Ulster Rugby          | Twickenham Stadium, Londres          |
| 2012-13 | RC Toulon          | 16 - 15            | ASM Clermont Auvergne | Aviva Stadium, Dublín                |
| 2013-14 | RC Toulon          | 23 - 6             | Saracens              | Millennium Stadium, Cardiff          |
| 2014-15 | RC Toulon          | 24 - 18            | ASM Clermont Auvergne | Twickenham Stadium, Londres          |
| 2015-16 | Saracens           | 21 - 9             | Racing Métro 92       | Parc Olympique lyonnais, Lió         |
| 2016-17 | Saracens           | 28 - 17            | ASM Clermont Auvergne | Murrayfield Stadium, Edimburg        |
| 2017-18 | Leinster Rugby     | 15-12              | Racing Métro 92       | San Mamés, Bilbao                    |
| 2018-19 | Saracens           | 20-10              | Leinster Rugby        | St. James' Park, Newcastle upon Tyne |
| 2019-20 | Exeter Chiefs      | 31-27              | Racing Métro 92       | Ashton Gate Stadium, Bristol         |
| 2020-21 | Stade Toulousain   | 22-17              | La Rochelle           | Twickenham Stadium, Londres          |
| 2021-22 | La Rochelle        | 24-21              | Leinster Rugby        | Stade Vélodrome, Marsella            |
| 2022-23 |                    |                    |                       | Aviva Stadium, Dublín                |